# Aschenez
Aschenez è, nella tradizione mitologica reggina, un personaggio a cui è attribuita la fondazione della città di Reggio Calabria.
Viene identificato con Ashkĕnaz, citato nella Bibbia (Genesi, 10, 2-3), figlio di Gomer a sua volta figlio di Iafet e dunque pronipote di Noè. Nella tradizione rabbinica, Ashkĕnaz divenne il nome, in ebraico medievale, della regione franco-tedesca del Reno in cui immigrarono numerosi ebrei dall'Italia settentrionale e dalla Francia dando origine a una parte consistente delle numerosissime comunità che oggi costituiscono uno dei tre principali gruppi ebraici attuali, gli Ashkenaziti. A tal proposito lo storico ebreo Giuseppe Flavio nel primo libro delle Antichità giudaiche afferma:
(Giuseppe Flavio, Antichità giudaiche)
La notizia venne ripresa da san Girolamo, che nelle questioni ebraiche sopra la Genesi conferma che coloro che dai Greci erano chiamati Reggini, erano diretti discendenti di Aschenez, quindi Aschenazi:
Tali fonti sono alla base della leggenda della urbs a diluvio condita da parte di questo mercante semita, inventore della barca a remi, giunto sulle sponde italiche tre generazioni dopo il diluvio universale, cioè quando si prosciugarono le acque che avevano sommerso le montagne. La fondazione sarebbe avvenuta intorno al 2.000 a.C. In seguito a questa leggenda si diede il nome di Aschenez ad una delle vie del centro cittadino.
In alcune fonti Aschenez è ritenuto anche fondatore di Numistra, nome che identificherebbe Nicastro (oggi Lamezia Terme).